# Mertensophryne nyikae
Mertensophryne nyikae là một loài cóc trong họ Bufonidae.
Nó được tìm thấy ở Malawi và Zambia.
Các môi trường sống tự nhiên của chúng là các khu rừng vùng núi ẩm nhiệt đới hoặc cận nhiệt đới, đồng cỏ ở cao nhiệt đới hoặc cận nhiệt đới, đầm nước, đầm nước ngọt, và đầm nước ngọt có nước theo mùa.